# Walsingham
Walsingham é uma vila no norte de Norfolk, Inglaterra, famosa por seus santuários religiosos em homenagem à Virgem Maria. Ele também contém as ruínas de duas casas monásticas medievais.
A paróquia civil, incluindo Little Walsingham e Great Walsingham, juntamente com a despovoada vila medieval de Egmere (referência de grade TF 897 374), tem uma área de 18,98 km². No censo de 2011, havia uma população de 819 habitantes.
Walsingham é um importante centro de peregrinação. Em 1061, segundo a lenda de Walsingham, uma nobre saxônica, Richeldis de Faverches, teve uma visão da Virgem Maria, na qual foi instruída a construir uma réplica da casa da Sagrada Família em Nazaré em homenagem à Anunciação. O nome da família dela não aparece no livro Domesday.
Quando foi construída, a Santa Casa em Walsingham era revestida de painéis de madeira e continha uma estátua de madeira de uma Virgem Maria entronizada com o menino Jesus sentado no colo. Entre suas relíquias estava um frasco do leite da Virgem. Walsingham se tornou um dos grandes locais de peregrinação do norte da Europa e permaneceu assim durante a maior parte da Idade Média.

## Governança
Existe uma ala eleitoral com o mesmo nome. Essa ala se estende para o sul até Sculthorpe, com uma população total tomada no censo de 2011 de 2.167.
Um priorado de Canons Regular foi estabelecido no local em 1153, a poucos quilômetros do mar, na parte norte de Norfolk, e cresceu em importância nos séculos seguintes. Fundada na época de Eduardo, o Confessor, a Capela de Nossa Senhora de Walsingham foi confirmada aos Cânones Agostinianos um século depois e encerrada no convento. Desde o primeiro, o santuário foi um famoso local de peregrinação e os fiéis vieram de todas as partes da Inglaterra e do continente até a destruição do convento sob o rei Henrique VIII em 1538. Até hoje, a estrada principal dos peregrinos por Newmarket, Brandon e Fakenham ainda é chamada de Caminho dos Palmers (peregrinos).
Muitos presentes de terras, aluguéis e igrejas foram dados aos cânones de Walsingham e muitos milagres foram buscados e reivindicados no santuário. Vários reis ingleses visitaram o santuário, incluindo Henrique III (1231 ou 1241), Eduardo I (1289 e 1296), Eduardo II em 1315, Eduardo III em 1361, Henrique VI em 1461, Henrique VI em 1455, Henrique VII em 1487 e finalmente Henrique VIII, que foi mais tarde responsável por sua destruição quando o santuário e a abadia pereceram na dissolução dos mosteiros. Erasmus, em cumprimento de um voto, fez uma peregrinação a partir de Cambridge em 1511 e deixou como oferta um conjunto de versículos gregos expressivos de sua piedade. Treze anos depois, ele escreveu seu colóquio sobre peregrinações, em que a riqueza e a magnificência de Walsingham são apresentadas e alguns dos milagres de renome racionalizados. Duas das esposas de Henrique VIII - Catarina de Aragão e Ana Bolena - fizeram peregrinações ao santuário.

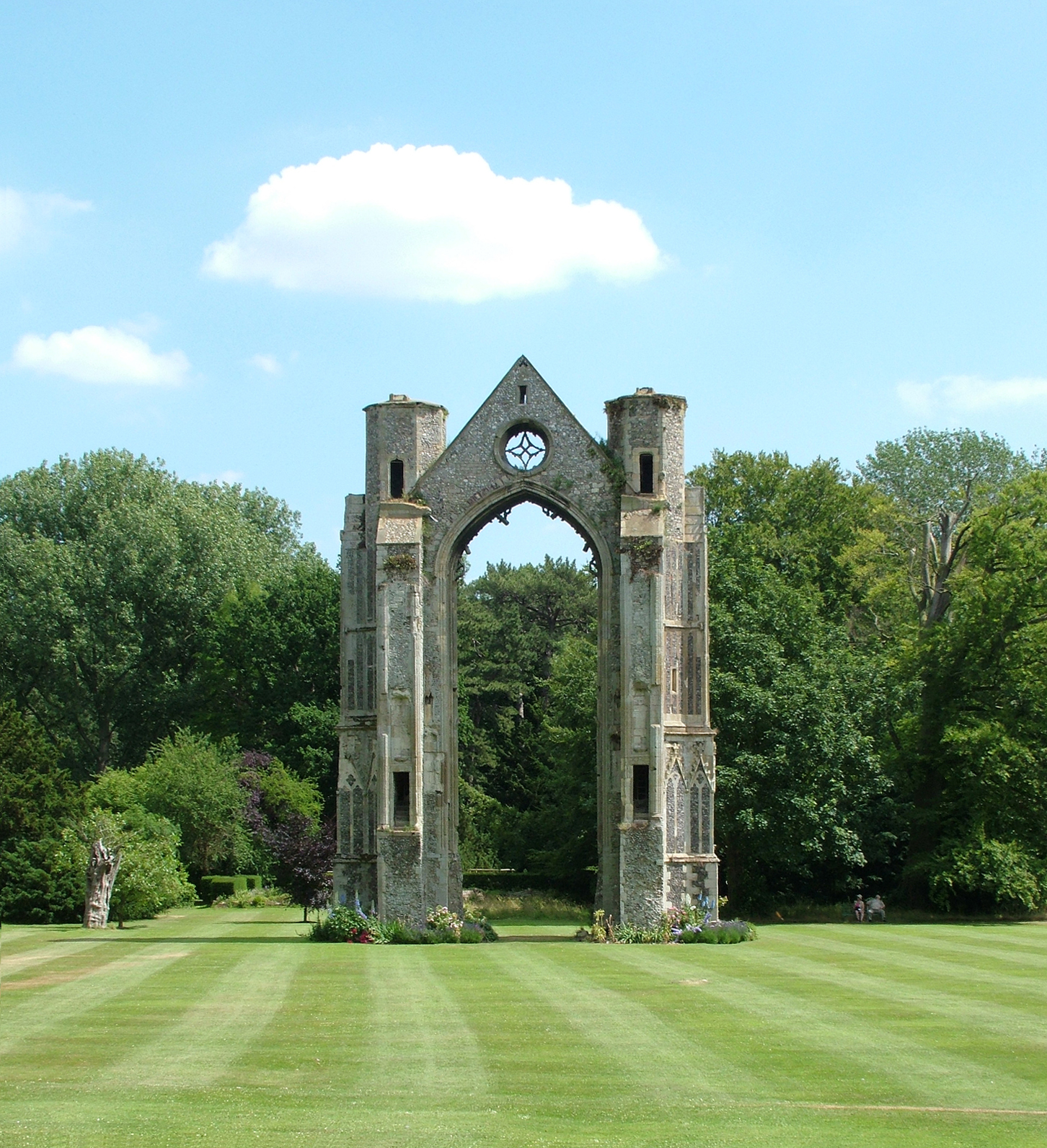
Restos fragmentários do Priorado de Walsingham

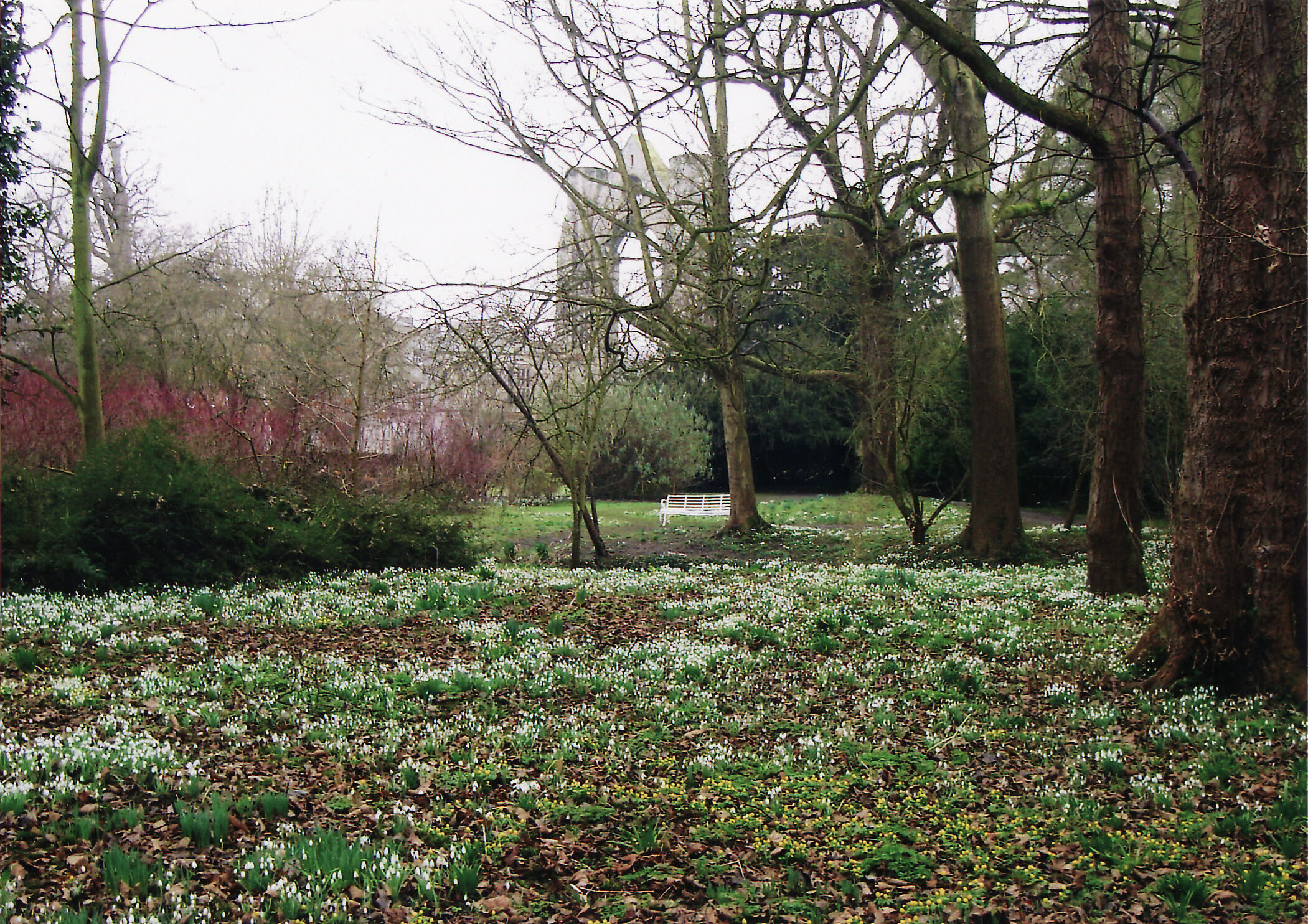
Snowdrops e acônito de inverno nos jardins do convento

Em 1537, enquanto o último Prior, Richard Vowell, prestava um respeito obsequioso a Thomas Cromwell, o Subprior, Nicholas Mileham, foi acusado de conspirar para se rebelar contra a supressão dos mosteiros menores e, sob evidências frágeis, foi condenado por alta traição e enforcado do lado de fora dos muros do convento. Onze pessoas no total, incluindo dois coristas leigos que foram instrumentais na organização da revolta foram enforcados, atraídos e esquartejados. O que eles temiam que acontecesse veio no ano seguinte. Em julho, o Prior Vowell consentiu com a destruição do Priorado de Walsingham e ajudou os comissários do rei na remoção da figura de Nossa Senhora e em muitos ornamentos de ouro e prata e na espoliação geral do santuário. Por seu pronto cumprimento, o Prior recebia uma pensão de 100 libras por ano, uma grande quantia naqueles dias, enquanto 15 dos cânones recebiam pensões que variavam de quatro a seis libras. Com o santuário desmontado e o convento destruído, o local foi vendido por ordem de Henrique VIII a Thomas Sidney por 90 libras e uma mansão particular foi posteriormente erguida no local. Ouro e prata do santuário foram levados para Londres, juntamente com a estátua de Maria e Jesus, que mais tarde foi queimada.
A queda do mosteiro deu origem à balada elizabetana anônima, The Walsingham Lament, sobre o que o povo norfolk sentiu pela perda de seu santuário de Nossa Senhora de Walsingham. A balada inclui as linhas:
Chora, chora, ó Walsingham,
Cujos dias são noites
Bênçãos transformadas em blasfêmias,
Ações sagradas para desprezar.
O pecado é onde nossa Senhora estava sentada,
O céu virado é para o inferno;
Satanás senta onde Nosso Senhor balançou,
Walsingham, adeus!

## Renascimento do século XX

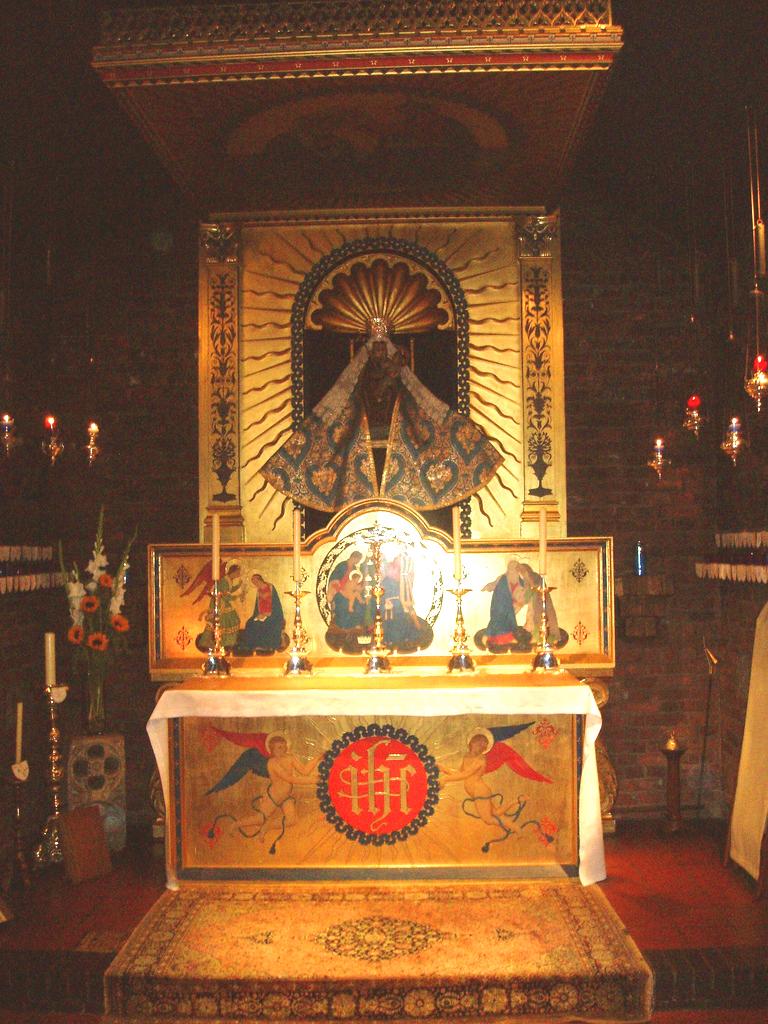
Nossa Senhora de Walsingham

Por uma rescrição de 6 de fevereiro de 1897, o Papa Leão XIII abençoou uma nova estátua para o antigo santuário restaurado de Nossa Senhora de Walsingham. Isso foi enviado de Roma e colocado na capela da Santa Casa na igreja paroquial católica romana de King's Lynn (a vila de Walsingham ficava dentro da paróquia) em 19 de agosto de 1897 e no dia seguinte ocorreu a primeira peregrinação pós-reforma à Slipper Chapel em Walsingham, que foi comprada por Charlotte Boyd(e) em 1895 e restaurada para uso católico. Centenas de católicos assistiram à peregrinação e se comprometeram a uma peregrinação anual (de 1897 a 1934 em Whitsun) para comemorar esse evento. Os arquivos são mantidos em King's Lynn e Walsingham.
Em 1900, um zelador foi colocado na Casa do Padre na Capela Slipper (supostamente construída em 1338); facilitar seu uso por peregrinos católicos, sob a custódia dos monges na Abadia de Downside. Tanto o padre Wrigglesworth (o pároco católico de King's Lynn e Walsingham) quanto o padre Fletcher (fundador e mestre da Guilda de Ransom) lançaram as fundações e deixaram outros declararem o santuário nacional católico na Capela de Slipper em 19 de agosto de 1934, com mais de 10.000 peregrinos presentes. As tentativas de comprar o local da abadia não tiveram êxito (embora um dos Lee-Warners se tornasse católico em 1899); no entanto, em 1961, o local da Santa Casa original dentro das ruínas do convento foi escavado por membros do Instituto Arqueológico Real.

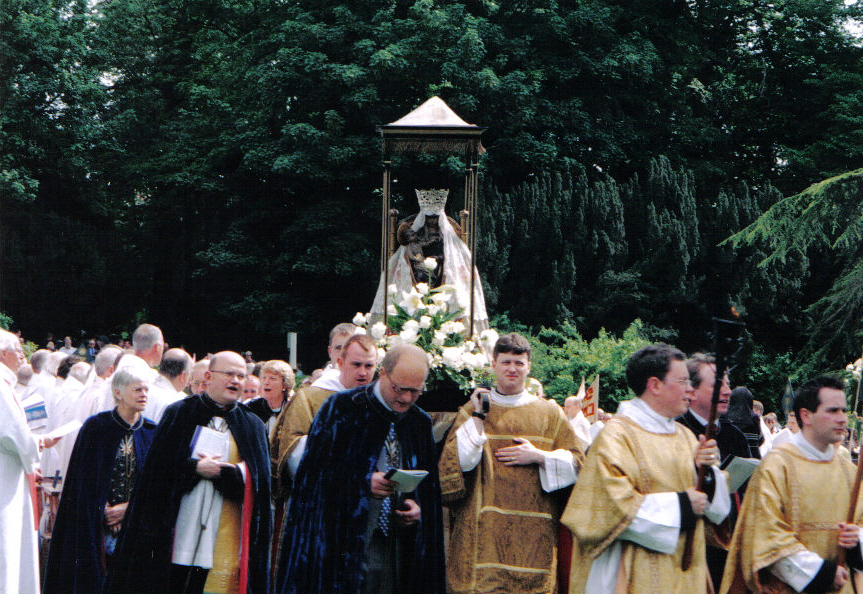
Procissão de peregrinação nacional anglicana nos terrenos da abadia em ruínas, maio de 2003

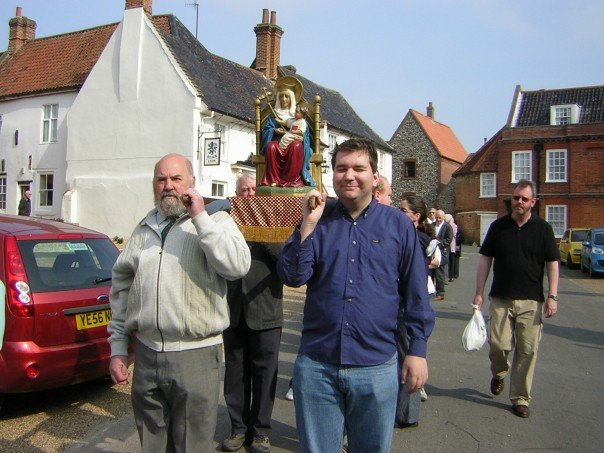
A procissão da Associação Católica em Walsingham, maio de 2007

Como resultado da iniciativa do vigário anglicano de Walsingham (de 1921), o padre Alfred Hope Patten, um santuário mariano anglicano foi estabelecido em Walsingham. A construção começou em 1931 e as peregrinações são realizadas nos meses de verão.
A peregrinação nacional anglicana ocorre no feriado da primavera (segunda-feira seguinte ao último domingo de maio) e é realizada regularmente pelas linhas de piquete protestantes. A peregrinação Student Cross na Sexta-feira Santa visita os santuários anglicanos e católicos e a Peregrinação Nacional da Juventude está na primeira semana de agosto, também visitando o santuário anglicano.
O santuário católico continua sediado na Slipper Chapel, perto da aldeia de Houghton St Giles. Muitas ocasiões importantes foram celebradas aqui, incluindo a Peregrinação da Juventude Católica (1938), as Peregrinações Transversais (desde 1948) e a Coroação de Nossa Senhora (anos marianos de 1954 e 1988). Em 22 de maio de 1982, a estátua de Nossa Senhora de Walsingham foi levada ao Papa João Paulo II na Missa de Wembley e recebeu um lugar de honra durante sua visita britânica. Em 2000, uma nova festa de Nossa Senhora de Walsingham foi aprovada pela hierarquia, a ser comemorada na Inglaterra e no País de Gales em 24 de setembro.
Oportunidades ecumênicas foram vistas em Walsingham, e há uma interação entre os dois santuários. No santuário anglicano há uma pequena capela ortodoxa. Os ortodoxos têm uma presença adicional na Igreja da Santa Transfiguração, Great Walsingham, e também na antiga estação ferroviária de Little Walsingham, que foi convertida na igreja ortodoxa russa de St Seraphim.

## Wells e Walsingham Light Railway

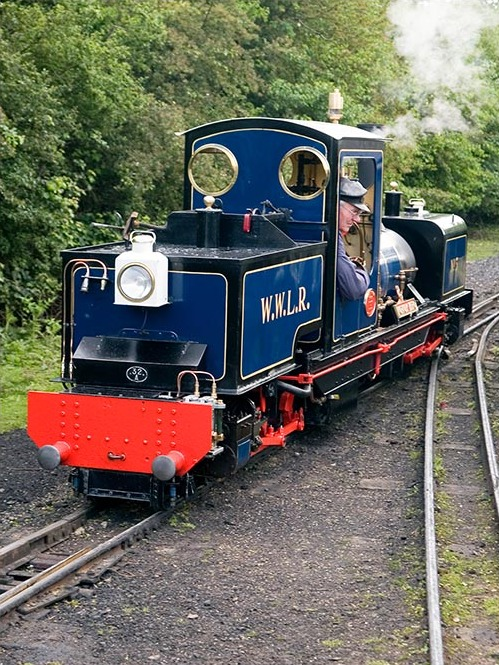
Herói de Norfolk no Wells e Walsingham Light Railway.

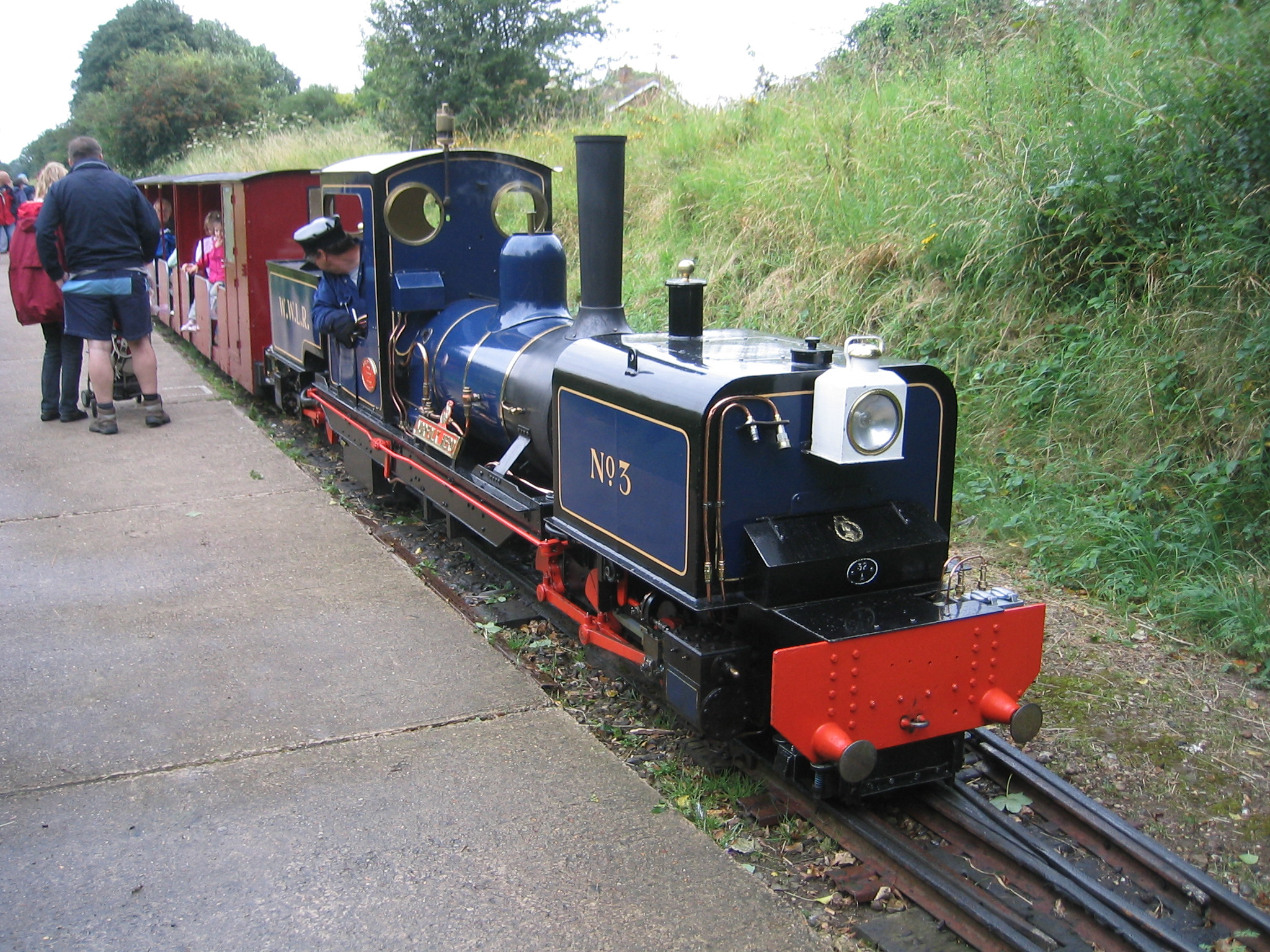
O trem de Wells chega à estação de Walsingham.

Walsingham costumava ser conectado à rede ferroviária pela Norwich via Fakenham, Dereham e Wymondham, mas isso foi interrompido durante a era de Beeching no final da década de 1960, em etapas de 1964 a 1969.
Em 1979, começaram os trabalhos de construção de uma ferrovia histórica de 10 1⁄4 pol. (260 mm) no antigo leito de trilhos para Wells. A linha foi reaberta em 1982 e agora opera com uma frota de locomotivas à escala de vapor e diesel.
Uma nova estação foi construída em Walsingham. O antigo prédio da estação (com a plataforma ainda intacta e visível) é agora a igreja ortodoxa de Saint Seraphim.

## Outros lugares do mundo chamado Walsingham
- Walsingham, Ontario, Canadá
- Walsingham, no condado de Northumberland, Inglaterra.
- Walsingham, Canterbury, Nova Zelândia
- Walsingham, em Hamilton, Bermudas
- Walsingham Bay, na área de Walsingham, Bermudas.